# Витнејл и ја
Витнејл и ја (енгл. Withnail and I), енглески је филм из 1987. године у режији Бруса Робинсона по његовом сценарију. Главне улоге тумаче Пол Мекган, Ричард Е. Грант и Ричард Грифитс.

## Радња
Сцена на почетку филма је лондонски кварт Камден, време је 1969.
Главни ликови филма су два непозната глумца: Марвуд, у чије име је прича испричана, и његов пријатељ Витнејл. Живе у старој кући, деле један неуређен стан да уштеде новац и пију своје накнаде за незапослене.
Да би се извукли из свакодневног безнађа, одлучују да проведу неко време у идиличном крају где Витнејлов геј ујак Монти има своју кућу. Сам ујак Монти није одушевљен овом идејом и пристаје тек када га Витнејл превари, уверавајући га да је и Марвуд геј.
Одмор се брзо претвара у неуспех. Сеоска кућа је у запуштеном стању. Уморан сам од непрекидне кише. Храна и пиће понестају. Локално становништво је непријатељски расположено према посетиоцима. Поред тога, ујак Монти стално покушава да гњави несуђеног Марвуда.
Коначно, Марвуд добија вест да ће добити главну улогу у филму. Вративши се у Лондон са Витнејлом, сели се у Манчестер и оставља свој стари живот иза себе.